# Koros
Koros eller Korosjärvi är en sjö i Finland. Den ligger i kommunen Tervo i landskapet Norra Savolax, i den centrala delen av landet, 300 km norr om huvudstaden Helsingfors. Koros ligger 120,5 meter över havet. I omgivningarna runt Koros växer i huvudsak blandskog. Den är 12,12 meter djup. Arean är 1,33 kvadratkilometer och strandlinjen är 11,93 kilometer lång. Sjön  ingår i Kymmene älvs huvudavrinningsområde. 